# Марія Гуделі
Марія Гуделі (грец. Μαρία Γουδέλη; 1906, Одеса — 1991, Атени), уродж. Марія Едельштейн-Гуделі) — грецька педагогиня, викладачка математики.

## Життєпис
Марія Едельштейн-Гуделі народилася в 1906 році в Одесі, Херсонська губернія, Російська імперія. У сім'ї вона була найстаршою з трьох сестер, її батьки розлучилися, коли діти були маленькими, і вони опинилися в Єгипті. Її мати була тісно пов'язана з духовно і культурно багатою грецькою громадою в Єгипті. Три сестри відвідували грецьку школу в Заказік, селі за межами Каїра. Коли Марії виповнилося 10 років, вони переїхали до Александрії, де у неї була вчителька Джордан Іорданідес. Оскільки її мати була вчителькою іноземних мов, вона з раннього дитинства вільно розмовляла і писала англійською, французькою, італійською та німецькою мовами, а також досить добре знала російську та арабську. У школі вона завжди була відмінницею, особливо з математики.
У 1921 році, закінчуючи середню школу, опинилася в Атенах. Навчалася в Дидаскаліоні в той час, коли директором був Александрос Дельмузос, який вирізняв її за успішність та інтелект. Тому в 1924 році він призначив її вчителькою в зразкових школах Мараслейо. У Мараслейо вона познайомилася з Дімітрісом Гліносом, після чого вступила до Атенського університету на факультет природничих наук. Математик Н. Кіскірас, бажаючи вшанувати її внесок у викладання математики, заснував у 1992 році на конкурсі для студентів Математичного товариства «Премію Марії Гуделі». Протягом багатьох років Марія навчалася музики (фортепіано) в Атенській консерваторії, що, за її власним визнанням, стало вирішальним фактором у її роботі в школі. Під час навчання в університеті вона також здобула педагогічний ступінь, склавши спеціальні іспити, які мали право складати всі випускники педагогічних коледжів. У період з 1927 по 1930 рік, щоб бути в курсі шкільних свят, красномовства, декламації, а також маючи любов і талант до театру, вона вступила і відвідувала театральну школу при Національному театрі.
Під час керівництва «Мараслейо» Н. Карачрістосом готує статті про єдине централізоване викладання, всі вони публікуються в книгах Н. Карачрістоса. У 1934 році в Барселоні, Іспанія, мав відбутися курс підготовки вчителів, який проводила Марія Монтессорі. Марія Геделі переводилася для подальшого навчання, як вона сама зізнавалася: «з того часу моя орієнтація в застосуванні моєї роботи повністю змінилася». Так, повернувшись до Греції, за допомогою Дімітріса Гліноса, вона заснувала перший дитячий садок Монтессорі в 1936 році в Мараслейо, після того, як спеціальним законом була переведена з початкової школи.